# Kremer Mühle (Simonskall)

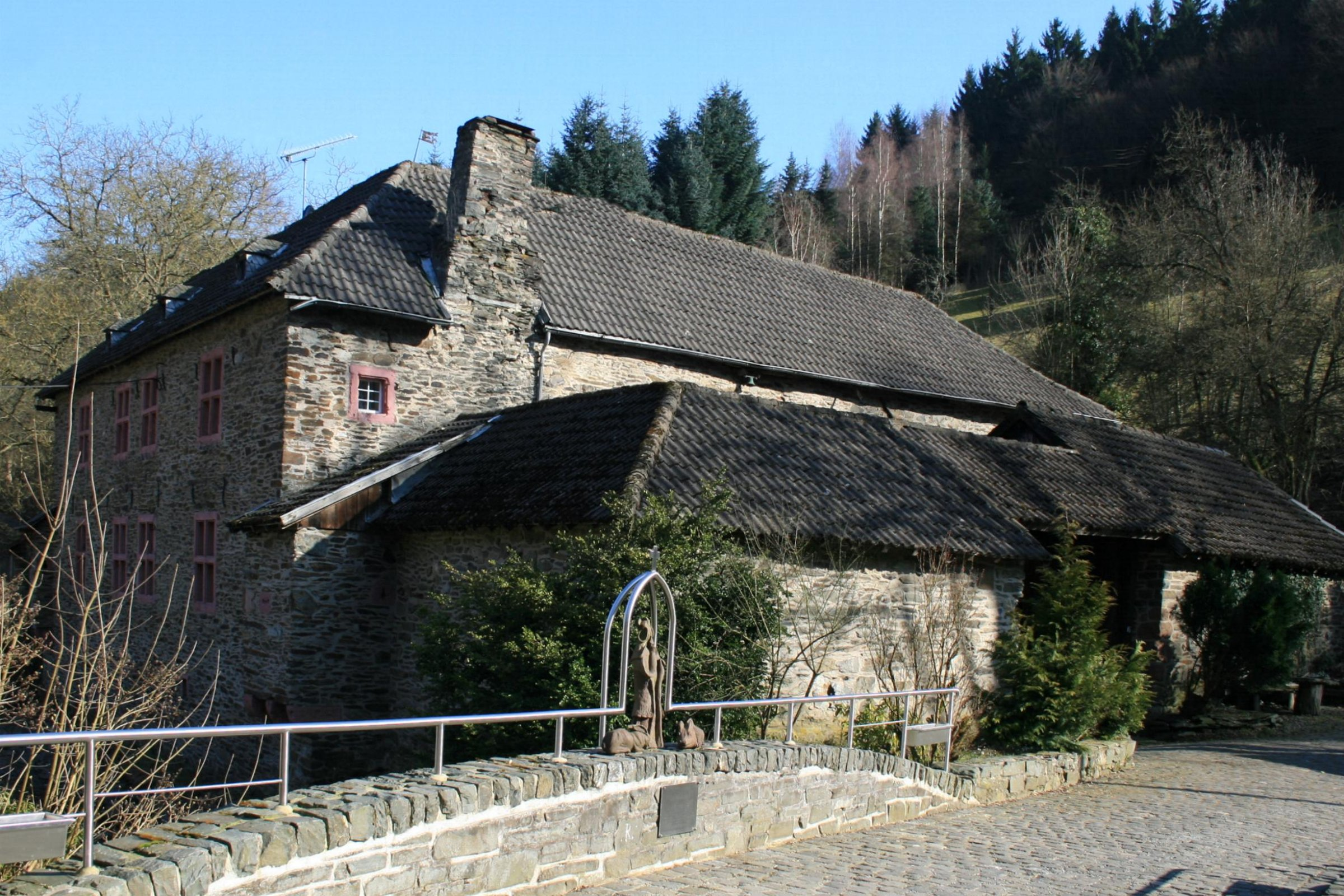
Die Mühle mit der Burg

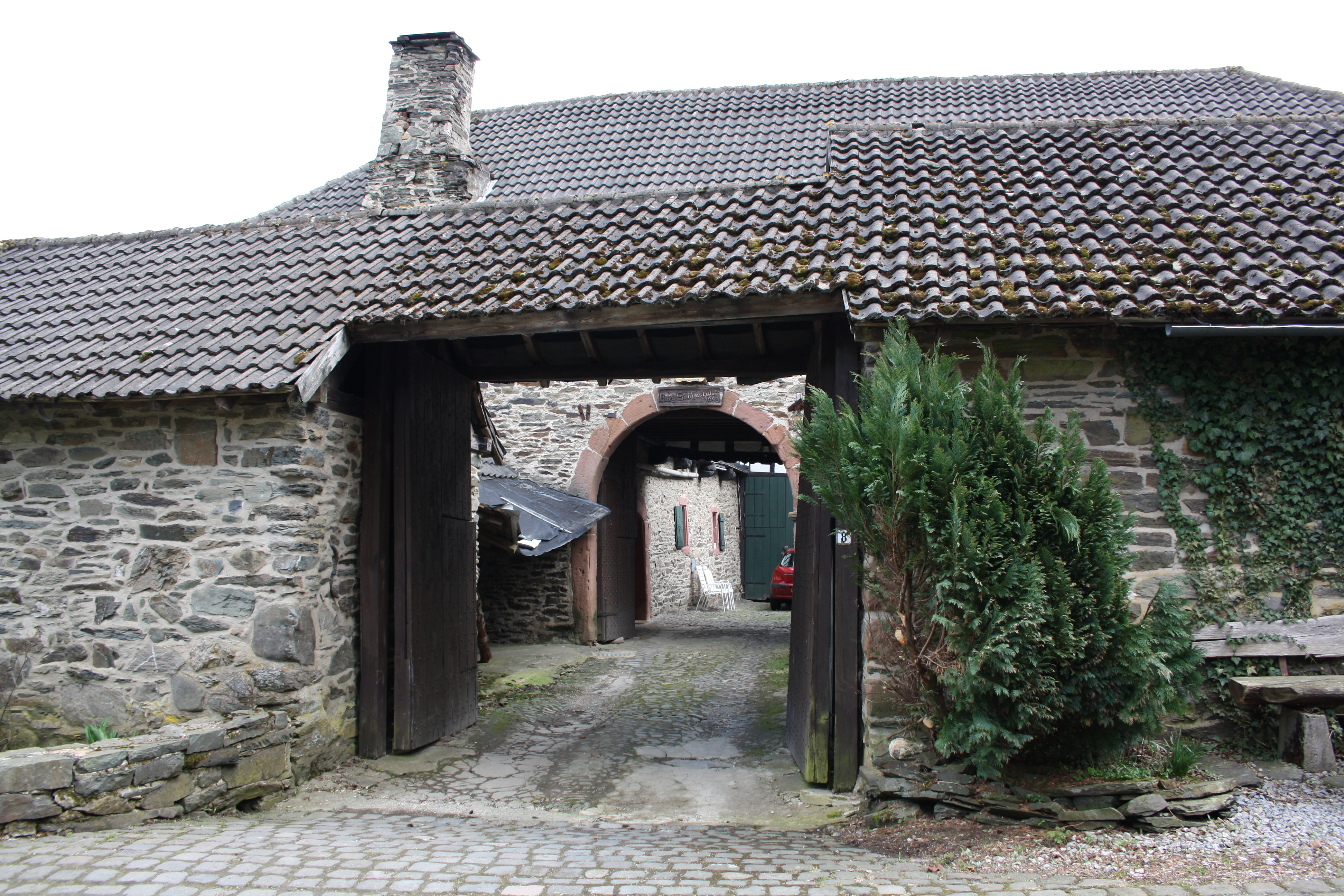
Der Kremer-Hof („Burg“)

Die Kremer Mühle ist ein Denkmal in Simonskall, Gemeinde Hürtgenwald, Kreis Düren.
Der Hüttenmeister Simon Kremer erbaute 1643 den Kremer-Hof, die sogenannte Burg. Die Mühle war bereits 1622 gebaut worden. Sie arbeitete bis in die 1920er Jahre. Danach diente sie noch zur Stromerzeugung für die Straßenbeleuchtung und das Wohnhaus. 
Es handelt sich um einen Bruchsteinbau auf nahezu quadratischem Grundriss mit einem Walmdach. Die Wände haben kleine Holzstockfenster. Unter dem abgeschleppten Pultdach befindet sich ein kleiner Anbau. Die Aufhängung des oberschlächtigen Mühlenrades sowie der Obergraben sind noch vorhanden.
Die ehemalige Mühle dient heute als Wohnhaus.
Die Kremer Mühle ist unter Nr. 18 am 11. August 1983 in die Liste der Baudenkmäler in Hürtgenwald eingetragen worden.
Koordinaten: 50° 39′ 59″ N, 6° 21′ 8,9″ O